# Vilém I. ze Schwarzenbergu
Vilém I. ze Seinsheimu-Schwarzenbergu (německy Wilhelm I. von Seinsheim-Schwarzenberg, 1486–1526) byl německý šlechtic, v letech 1510–1526 svobodný pán ze Seinsheimu a Schwarzenbergu.

## Původ
Byl nejstarším synem Erkingera II. ze Seinsheimu-Schwarzenbergu († 1510/1518) a jeho manželky Apollonie z Marky († 1540), vdovy po Dirkovi/Dietrichovi z Pallant-Wildenburgu († 1540. 1481), dcery Jana II. z Marky-Arenbergu († 1470) a hraběnky Anny Anežky z Wirneburgu († 1480).
Vilém měl bratry Edmunda (Emonda) († 1553), pána na Birsetu a Champlonu, a Jana († př. 1565).
Jeho vnuk Adolf ze Schwarzenbergu (1551–1600) byl 5. června 1599 povýšen do říšského hraběcího stavu.

### Manželství a potomstvo
Dne 16. září 1513 se Vilém I. oženil s hraběnkou Kateřinou Vilemínu z Nesselrode († před 7. prosincem 1567), dcerou Viléma z Nesselrode-Steinu († 1504) a Alžběty z Birgelu, dědičkou Rathu a Bovensbergu († 1532). Manželé měli šest dětí:
- Kateřina, kanovnice v Münsterbilsenu
- Uršula († 1578), jeptiška v Gräfratu
- Vilém II./III. ze Schwarzenbergu († 20. srpna 1557 nebo 19. května 1558 v bitvě u Saint-Quentinu), svobodný pán ze Schwarzenbergu, ženatý od roku 1550 s Annou z Harff-Alsdorfu († 1584), dcerou Viléma z Harff-Alsdorfu († 1537) a Hellenbergy z Plettenbergu. Byl otcem:
  - Adolfa ze Schwarzenbergu (1551–1600), který byl 5. června 1599 povýšen do říšského hraběcího stavu.
- Godhard (Gottfried) († 1579, Düsseldorf), ženatý od 14. června 1565 s Annou z Metternichu († před 7. březnem 1619), dědičkou Reinhardsteinu, dcerou Viléma z Metternichu († 1578) a Anny Nasavské († 1570/1578)
- Bertram
- Anna († po roce 1573)